# Hosťová
Hosťová es un municipio del distrito de Nitra en la región de Nitra, Eslovaquia, con una población estimada a final del año 2024 de 428 habitantes.
Se encuentra ubicado en el centro-oeste de la región, en el valle del río Nitra (cuenca hidrográfica del Danubio) y cerca de la frontera con la región de Trnava.

## Demografía
| Año        | 1994 | 2004    | 2014    | 2024     |
| ---------- | ---- | ------- | ------- | -------- |
| Población  | 390  | 368     | 373     | 428      |
| Diferencia |      | −5,64 % | +1,35 % | +14,74 % |

| Año        | 2023 | 2024    |
| ---------- | ---- | ------- |
| Población  | 433  | 428     |
| Diferencia |      | −1,15 % |